# 女体神社 (三郷市彦野)
女体神社（にょたいじんじゃ）は、埼玉県三郷市の神社。

## 歴史
創建年代は不明である。ただ口伝によれば、筑波山の女体神社から分霊を勧請したのだという。記録によれば、1697年（元禄10年）以前から存在していたという。近くの円能寺が密蔵院であった。
1873年（明治6年）、近代社格制度に基づく「村社」に列せられ、1907年（明治40年）の神社合祀により、稲荷社が合祀された。

## 交通アクセス
- 路線バス住宅団地前停留所より徒歩21分。